# Edward Gibbon
Edward Gibbon (ur. 16 kwietnia?/27 kwietnia 1737 w Putney, zm. 16 stycznia 1794 w Londynie) – angielski historyk, polityk, członek Royal Society, wolnomularz.

## Biografia
Edward Gibbon urodził się w Putney 27 kwietnia 1737 roku. Pochodził z zamożnej rodziny mieszczańskiej. Ojciec przyszłego pisarza Edward żył z fortuny zdobytej przez dziadka również Edwarda, matka Judith Porten pochodziła z rodziny o korzeniach niemieckich. W 1752 roku Edward został wysłany do oksfordzkiego Magdalene College. Pod wpływem pism katolickiego teologa Jacquesa-Bénigne’a Bossueta, w których się rozczytywał, 8 czerwca 1753 roku przeszedł na katolicyzm. Wiązało się to z eliminacją z życia publicznego i utratą wielu praw, co przeraziło jego ojca. Edward został wysłany do szkoły do Lozanny pod opieką pastora Daniela Pavillarda. Gibbon powrócił na łono Kościoła anglikańskiego przy okazji świąt Bożego Narodzenia w 1754 roku. 
Studia w Lozannie ukończył w 1758 roku. W latach 1760–1762, w trakcie wojny siedmioletniej, służył w milicji w Hampshire w stopniu kapitan. Pierwszą książkę Essai sur l’étude de la littérature opublikował w 1761 roku. W latach 1763–1765 odbył podróż po Europie. Przebywał w Paryżu, Szwajcarii oraz we Włoszech. Po śmierci ojca w 1770 roku został jedynym spadkobiercą. W latach 1774–1783 był posłem do Izby Gmin z ramienia Partii Wigów. Opowiadał się przeciwko niepodległości kolonii w Ameryce. W 1776 roku ukazał się pierwszy tom Zmierzchu i upadku cesarstwa rzymskiego.
Natchnieniem do napisania dzieła, jak sam autor opowiadał współczesnym, był widok ruin Kapitolu i Forum Romanum w dniu 15 października 1764 roku. Wieczornej panoramie miał towarzyszyć słyszany śpiew franciszkanów z pobliskiego klasztoru Aracoeli. Wszystko to miało mieć dla pisarza przejmującą wymowę. Wówczas postanowił zgłębić przyczyny upadku cesarstwa rzymskiego.
Drugi i trzeci tom monografii wydane zostały w 1781 roku. Książka cieszyła się dużą popularnością. Tomy czwarty, piąty i szósty ukazały się w 1788 roku. Pisarz zmarł 16 stycznia 1794 roku w Londynie. Został pochowany w Fletching Church w Sussex.
Edward Gibbon był wolnomularzem.

## Zmierzch cesarstwa rzymskiego
Jako autor monografii, stanowiącej syntezę historii cesarstwa rzymskiego i bizantyńskiego od 180 do 1453 roku, Edward Gibbon uważany jest za klasyka angielskiej literatury historycznej doby oświecenia. Na popularność opracowania wpłynęło szereg czynników: nowatorski sposób przeprowadzenia syntezy, erudycja autora, śmiałość w krytycznym podejściu do źródeł, styl pisarski, ale również rozpowszechniana o Gibbonie opinia, jako o obrazoburcy. Książka została wpisana do katolickiego indeksu ksiąg zakazanych dekretem z 1783 roku.
Gibbon oparł się m.in. na opracowaniu Historie d’empereurs et des autres princes qui ont régné pendant les six premiers siècles de l’Eglise francuskiego historyka Louisa-Sébastiena Le Nain de Tillemont w sześciu tomach, wydanego w latach 1690–1738. Wymieniając szereg czynników upadku cesarstwa, Gibbon głównie wskazuje na słabość w sensie militarnym, przeniesienie stolicy do Konstantynopola oraz chrześcijaństwo, jako czynnik ograniczający postawy związane z użyciem siły. Historyk w swoich pracach opierał się na źródłach, dzięki czemu tworzył narrację precyzyjną naukowo, ale również o wysokich walorach literackich. Dzięki temu jego dzieła do dzisiaj nie straciły aktualności i są nadal podstawą historiografii. 
Polski przekład dzieła Gibbona obejmuje czasy od zgonu Marka Aureliusza do zabicia Odoakra (180-493 n.e.).